# Žalý (Krkonoše)
Žalý, německy Heidelberg (název snad odkazuje na hojnost výskytu brusnice borůvky - v němčině Heidelbeere), je hora ležící v poslední rozsoše Žalského hřbetu ve střední části Krkonoš asi 1,5 km východně od Benecka. Hora se nachází na území Krkonošského národního parku.

## Vrcholy

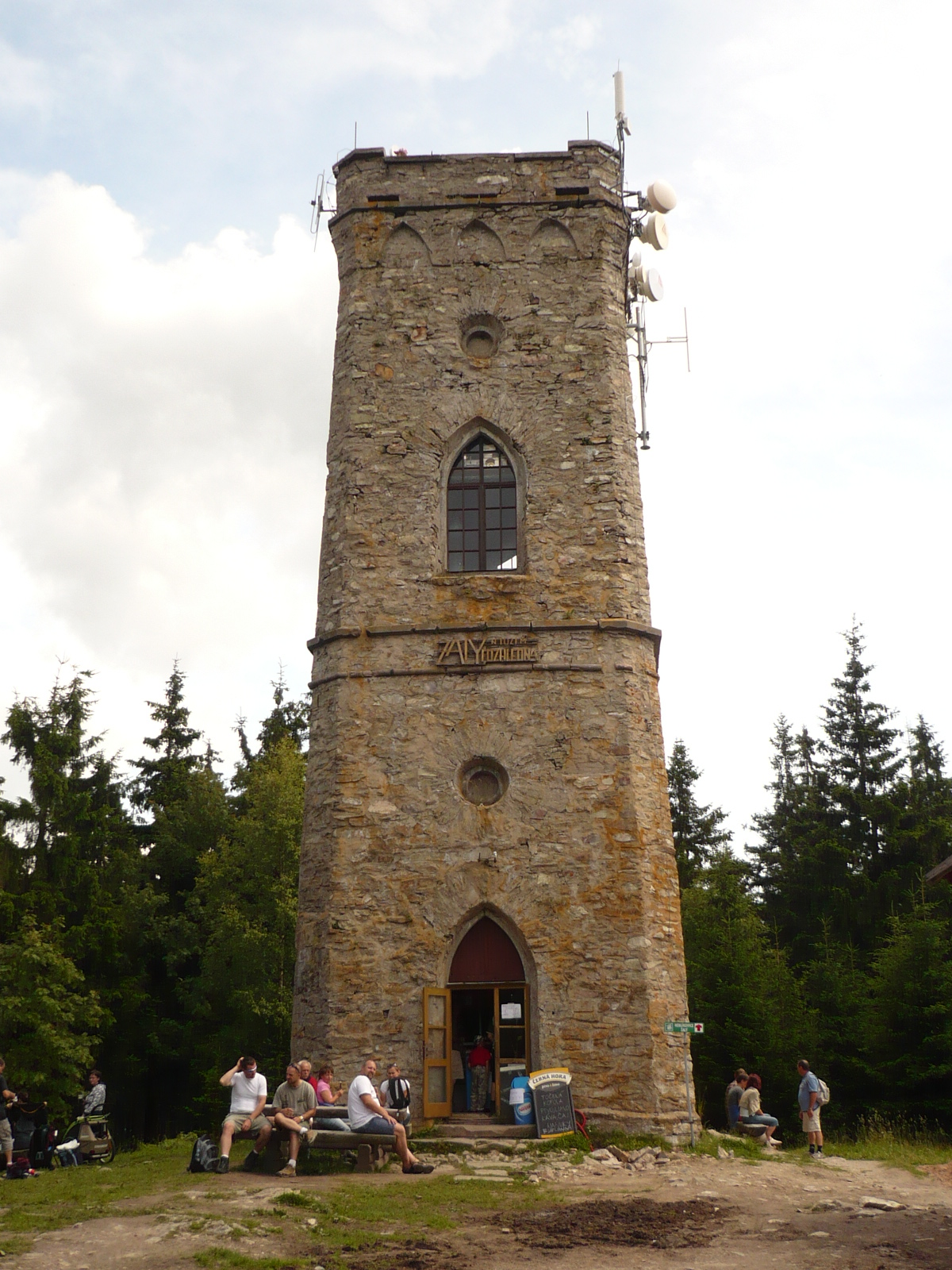
Rozhledna na Žalém

Žalý je tvořen dvěma vrcholy:
- Zadní Žalý (německy Hinterer Heidelberg) – vyšší z obou vrcholů má výšku 1036 metrů a leží na souřadnicích 50°39′54″ s. š., 15°34′6″ v. d..[2] Je formován jako krátký plochý hřbet, tvořený fylity a rulami. Severovýchodně od vrcholu vybíhá výrazný skalnatý hřeben Žalský kozí hřbet, spadající až do údolí Labe (Labská soutěska). Tok říčky je nucen tento odolnější skalní výchoz obtékat ostrým zákrutem.

- Přední Žalý (německy Vorderer Heidelberg) – níže a jižněji položený vrchol má výšku 1018 metrů a leží na souřadnicích 50°39′29″ s. š., 15°34′20″ v. d..[2] Je tvořen převážně ortorulami, zformovanými do nízkého kupovitého suku s relativně příkrými stěnami. Na vrcholu je rozhledna, ze které je výborný rozhled na Krkonoše a Podkrkonoší. Na východní části vrcholové plošiny je horní stanice sedačkové lanovky Skiareálu Herlíkovice, která je v provozu i v létě.

## Rozhledna
V roce 1836 byla na vrcholu Předního Žalého vybudována hrabětem Janem Nepomukem Františkem Harrachem dřevěná rozhledna. Ta byla v roce 1889 nahrazena montovanou železnou vyhlídkovou věží s výškou 15 metrů a v roce 1890 doplněna dřevěnou vyhlídkovou restaurací. V této době se Žalý stal vyhledávaným cílem turistických výprav z blízkého Benecka i vzdálenějších míst. V roce 1892 byla ocelová konstrukce nahrazena dnešní kamennou věží o výšce 18 metrů, vybudovanou s ohledem na očekávaný vzrůst okolních smrků, přesto ale bylo nutno pro zachování výhledu provést v šedesátých letech částečné odlesnění vrcholové partie. Jde o jedinou kamennou rozhlednu v Krkonoších.
Z rozhledny lze přehlédnout celé panorama Krkonoš, části Jizerských hor a Orlických hor, podhůří a části Českého ráje.

## Chata
Dne 19. srpna 1900 vyhořela dřevěná restaurace. V roce 1904 dal Harrach postavit novou hospodu, která byla po první světové válce zrekonstruována a v roce 1939 rozebrána.
Na jejích základech byla v letech 2008–2009 vybudována nová dřevěná chata, která byla postavena tak, aby se z vnějšku podobala Harrachově stavbě, vycházelo se při tom i z jejích původních stavebních plánů.

## Přístup
Přes Žalský hřbet vede červeně značená Bucharova cesta, pojmenovaná po Janu Bucharovi (1859–1932), řídícímu učiteli a propagátorovi lyžování a turistiky v Krkonoších. Vrchol Zadního i Předního Žalého se nachází několik desítek metrů nad touto cestou. Další možností je použití sedačkové lanovky z Herlíkovic.

## Fotogalerie

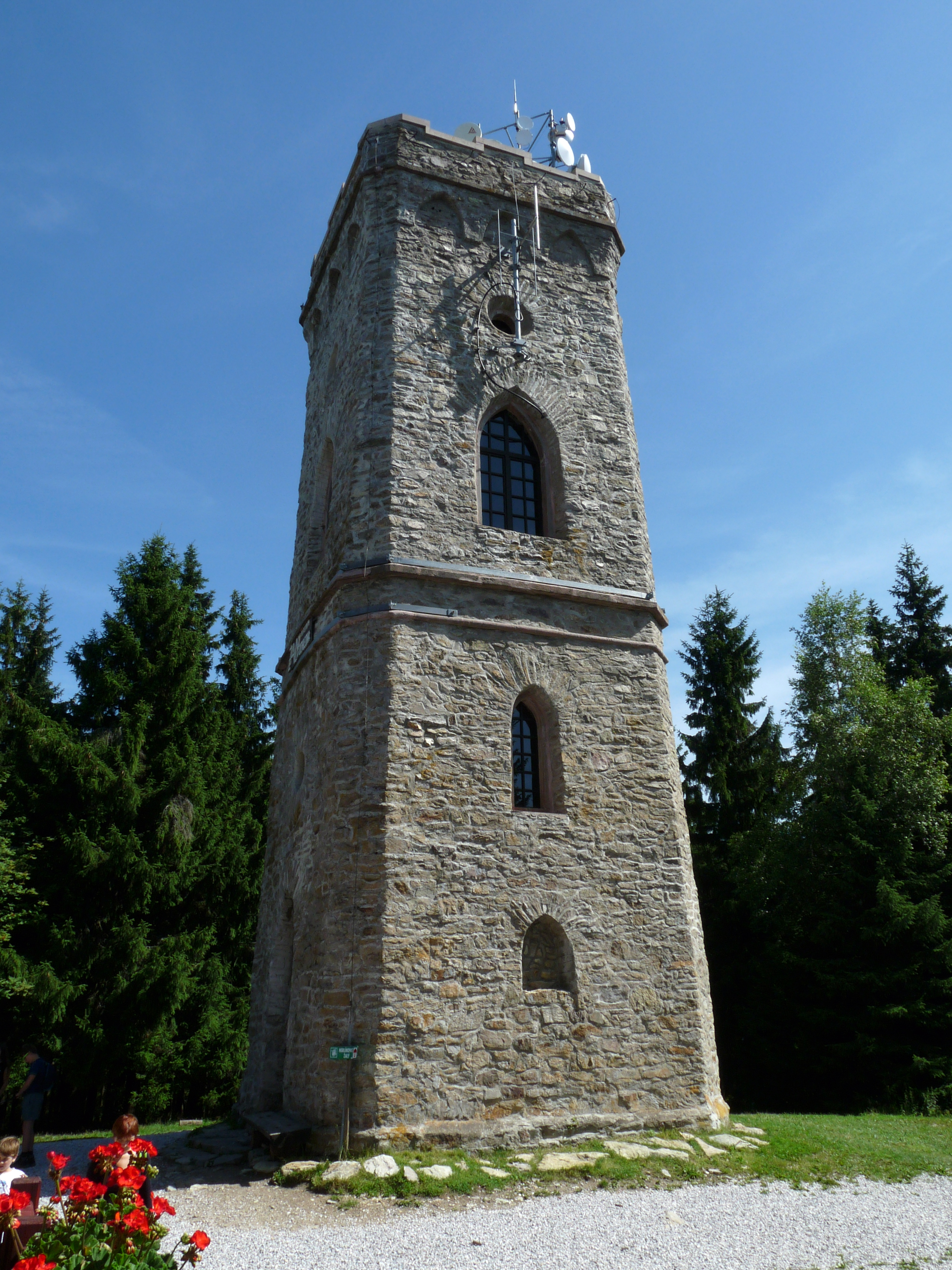
Rozhledna Žalý
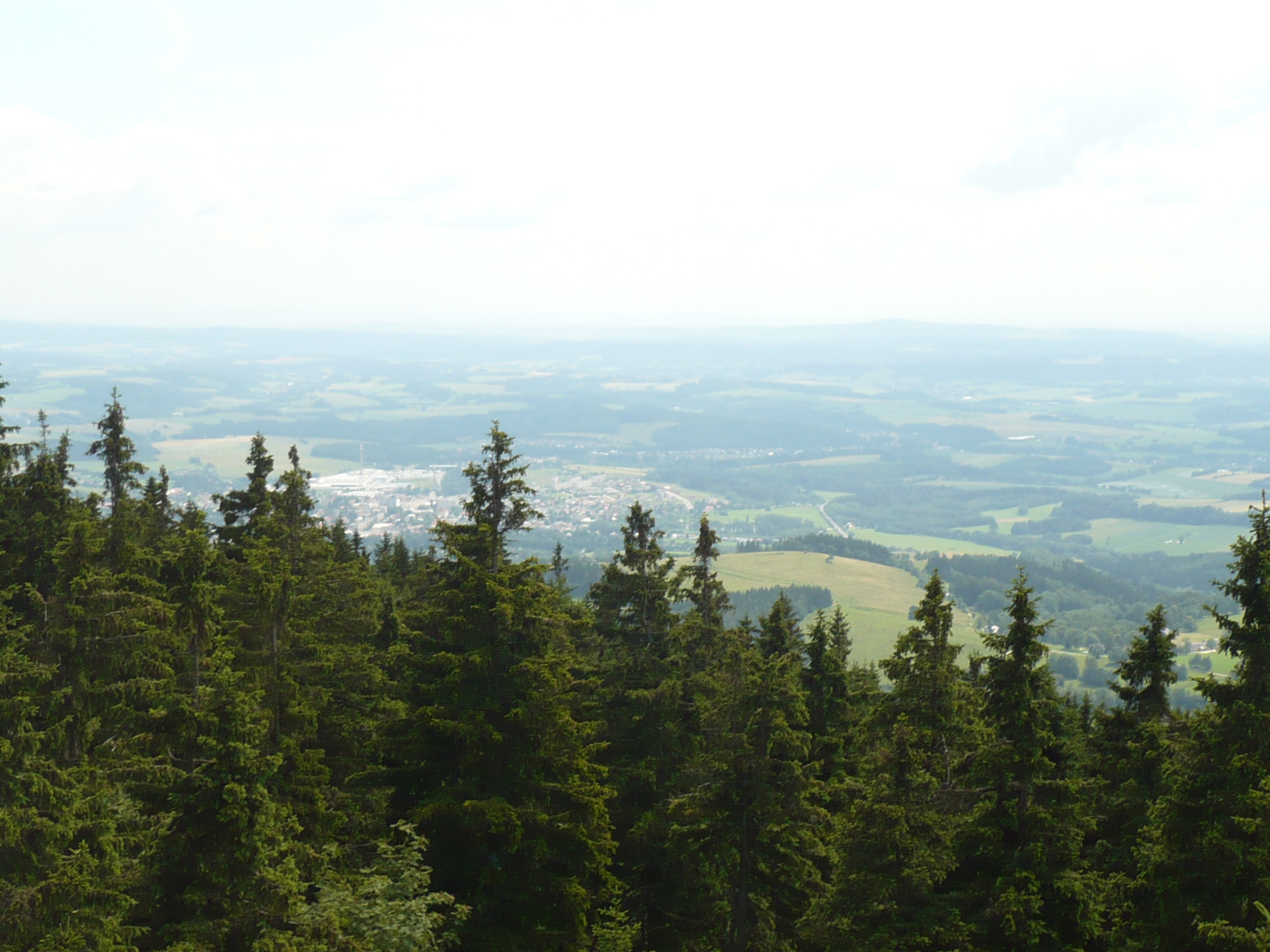
Pohled z rozhledny na Vrchlabí
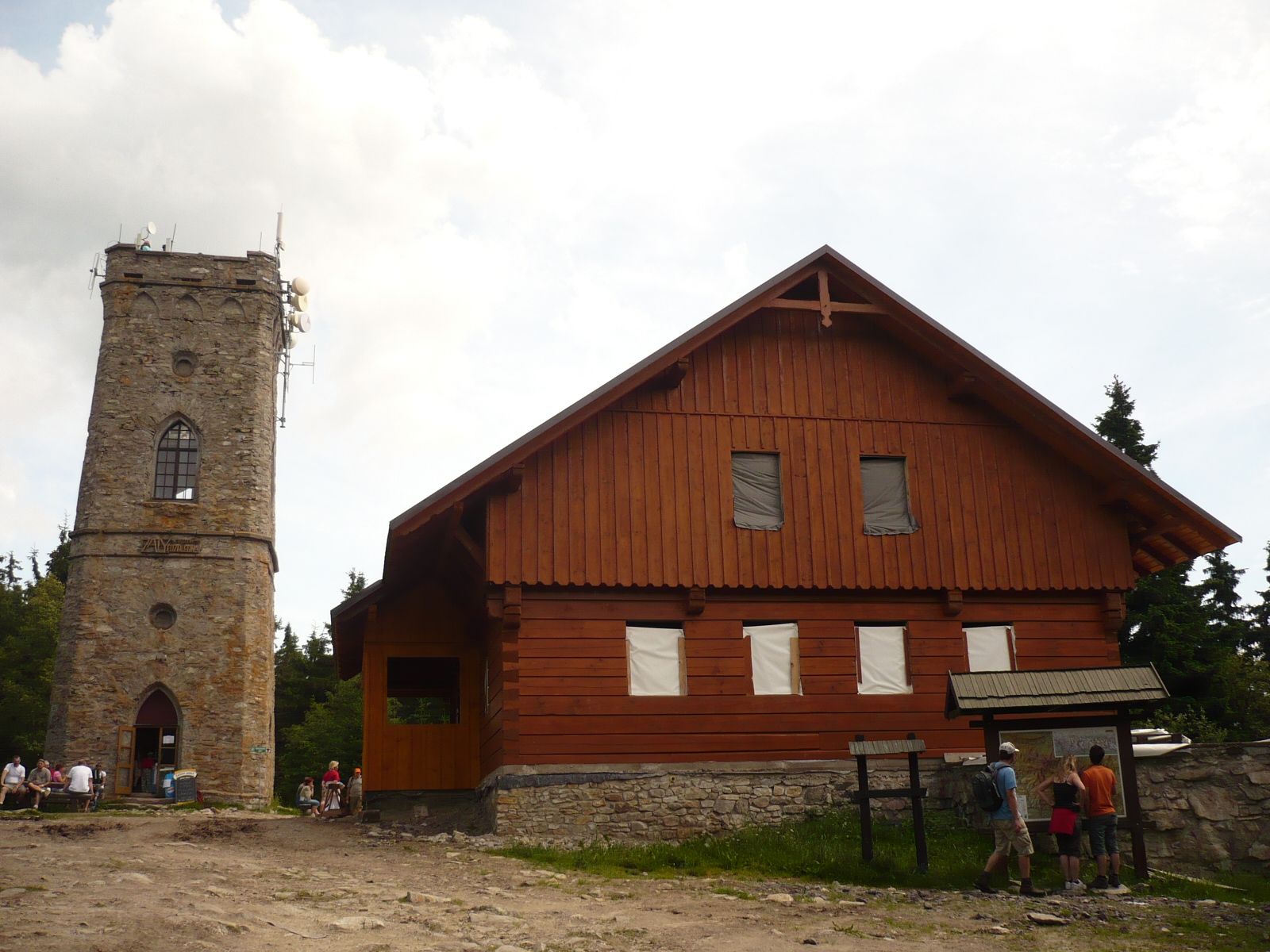
Horská bouda u rozhledny
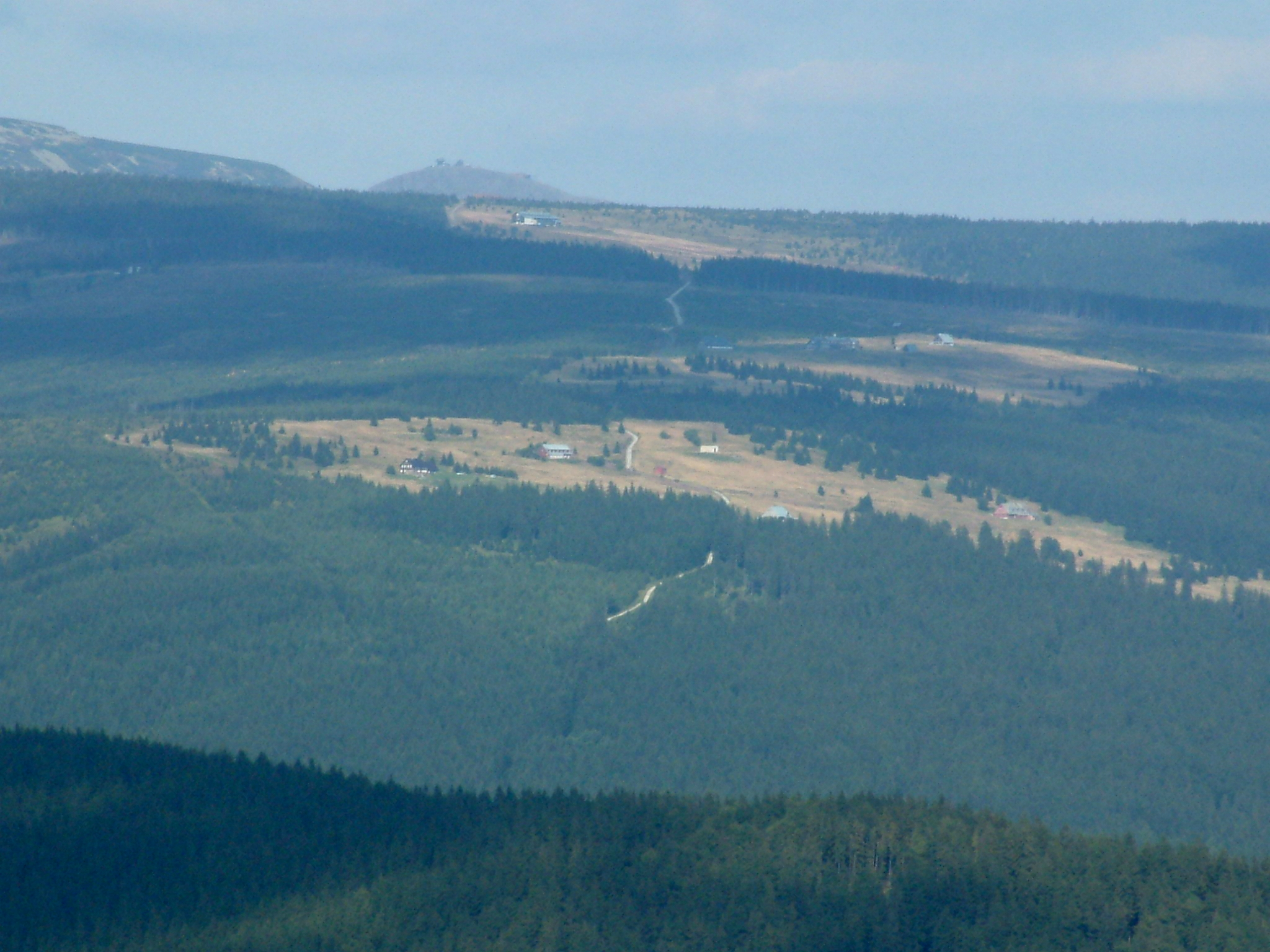
Pohled z rozhledny ke Sněžce
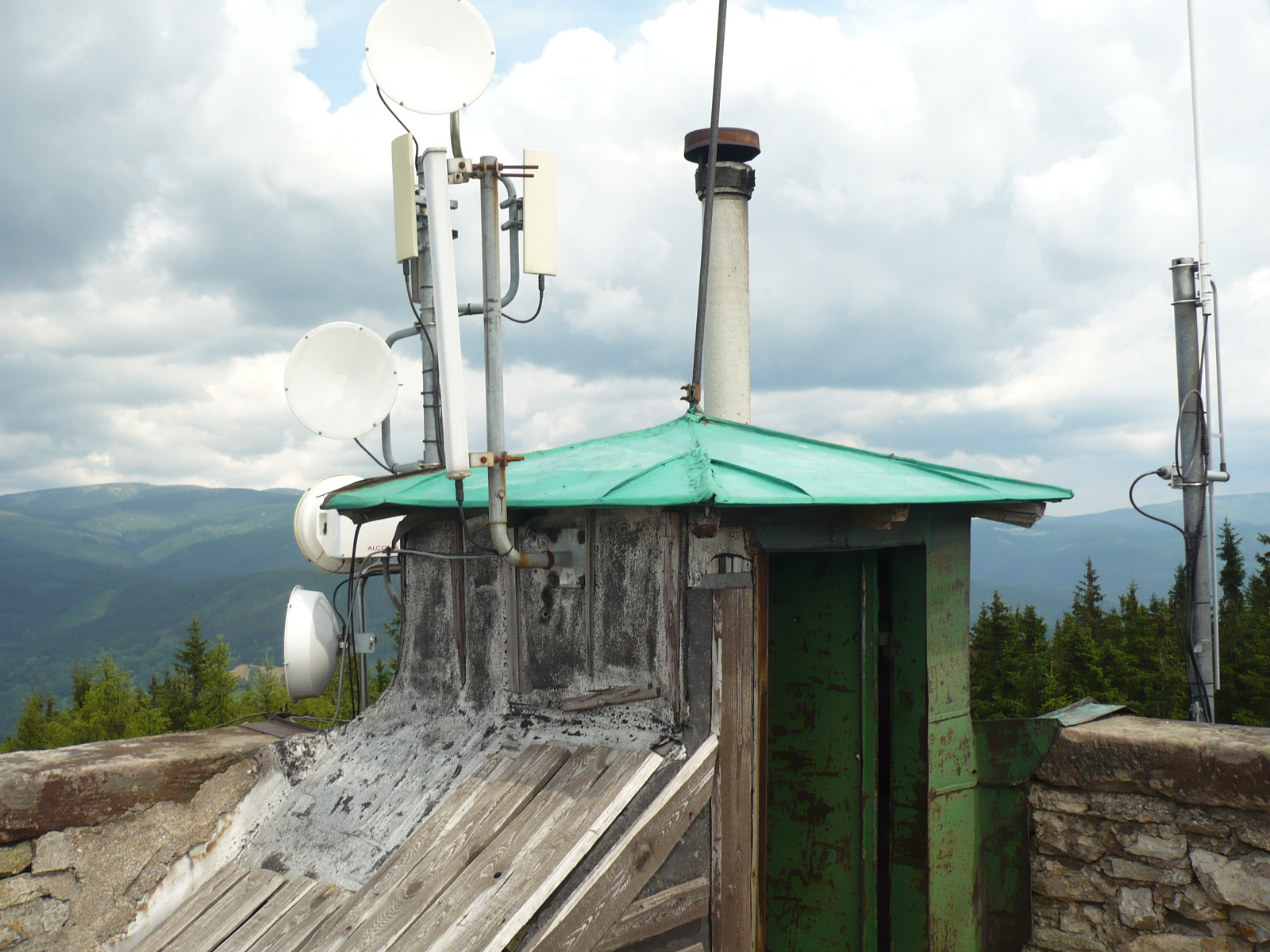
Vrchol rozhledny